# Agrias
Genre
Agrias est un genre d'insectes lépidoptères de la famille des Nymphalidae et de la sous-famille des Charaxinae, tribu des Preponini.

## Systématique
- Le genre Agrias a été décrit par l'entomologiste britannique Henry Doubleday en 1845 [1].
- L'espèce type pour le genre est Agrias claudina claudina"

### Taxinomie
Le genre Agrias présentent un grand polymorphisme, entre les sous-espèces et même dans la même sous-espèce et chaque forme d'une même espèce a été nommée ce qui explique le très grand nombre de noms pour, en réalité, uniquement cinq espèces.

### Liste des espèces
Atlas of Neotropical Lepidoptera Lamas 2004

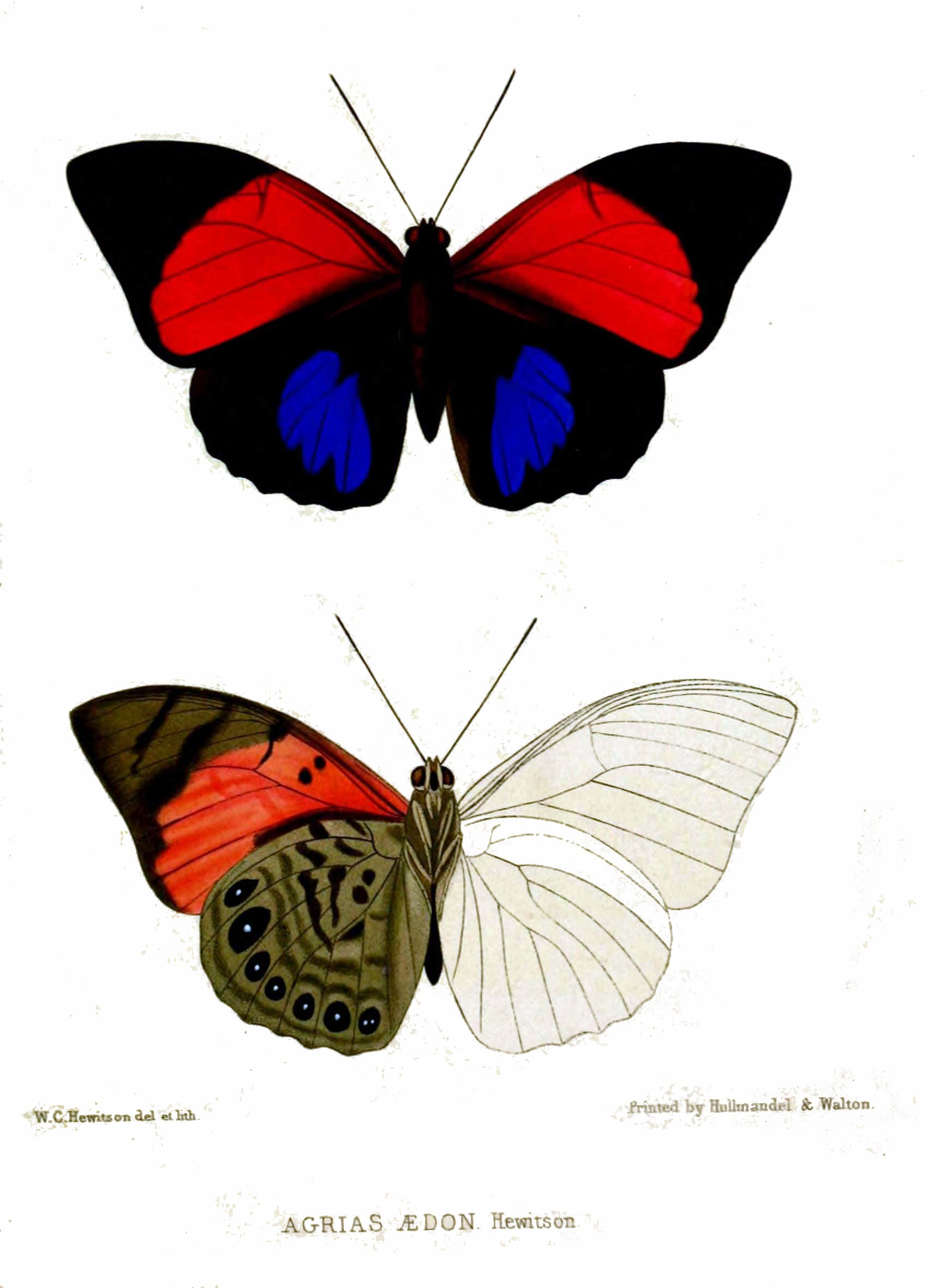
Agrias aedon
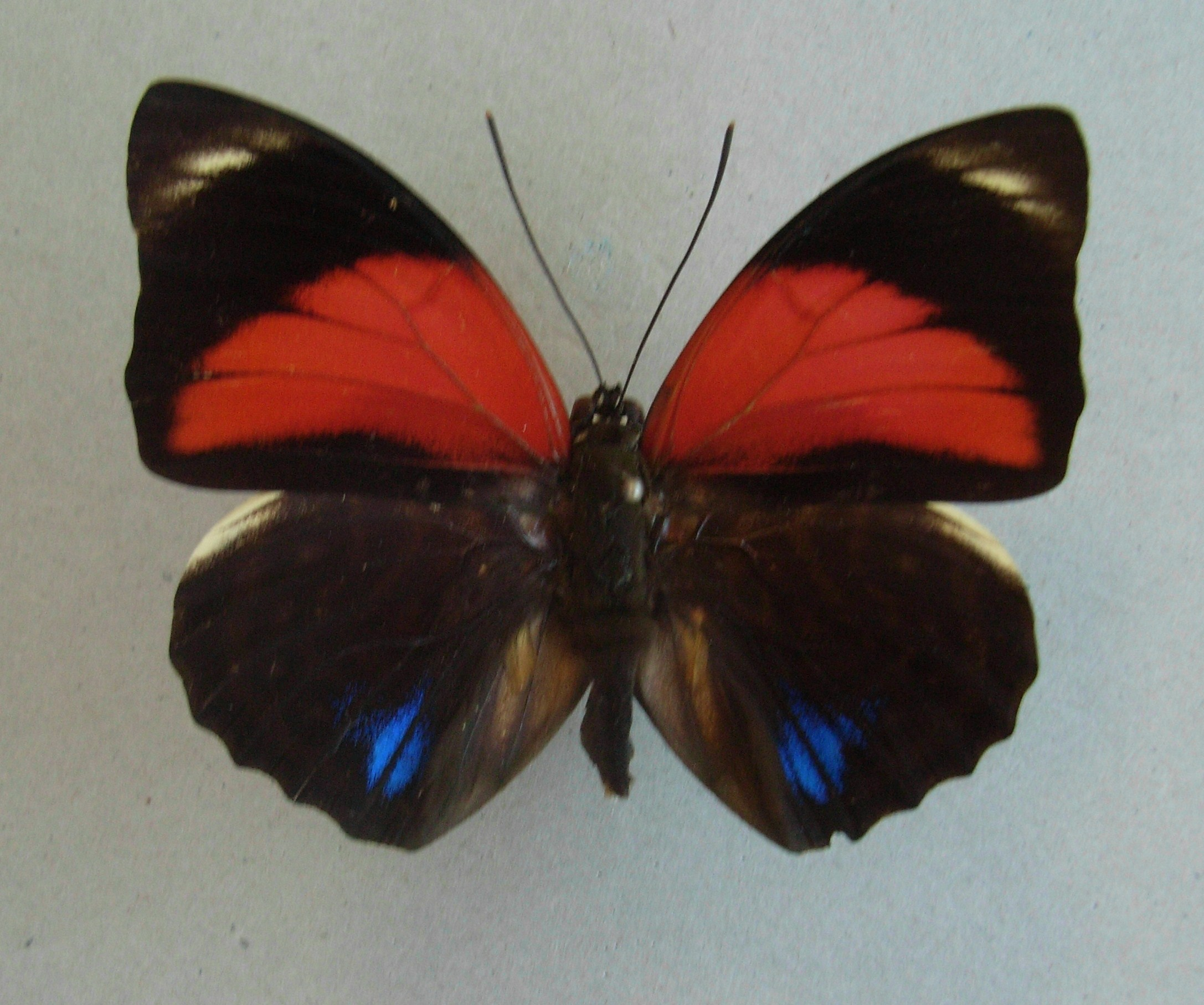
Agrias amydon
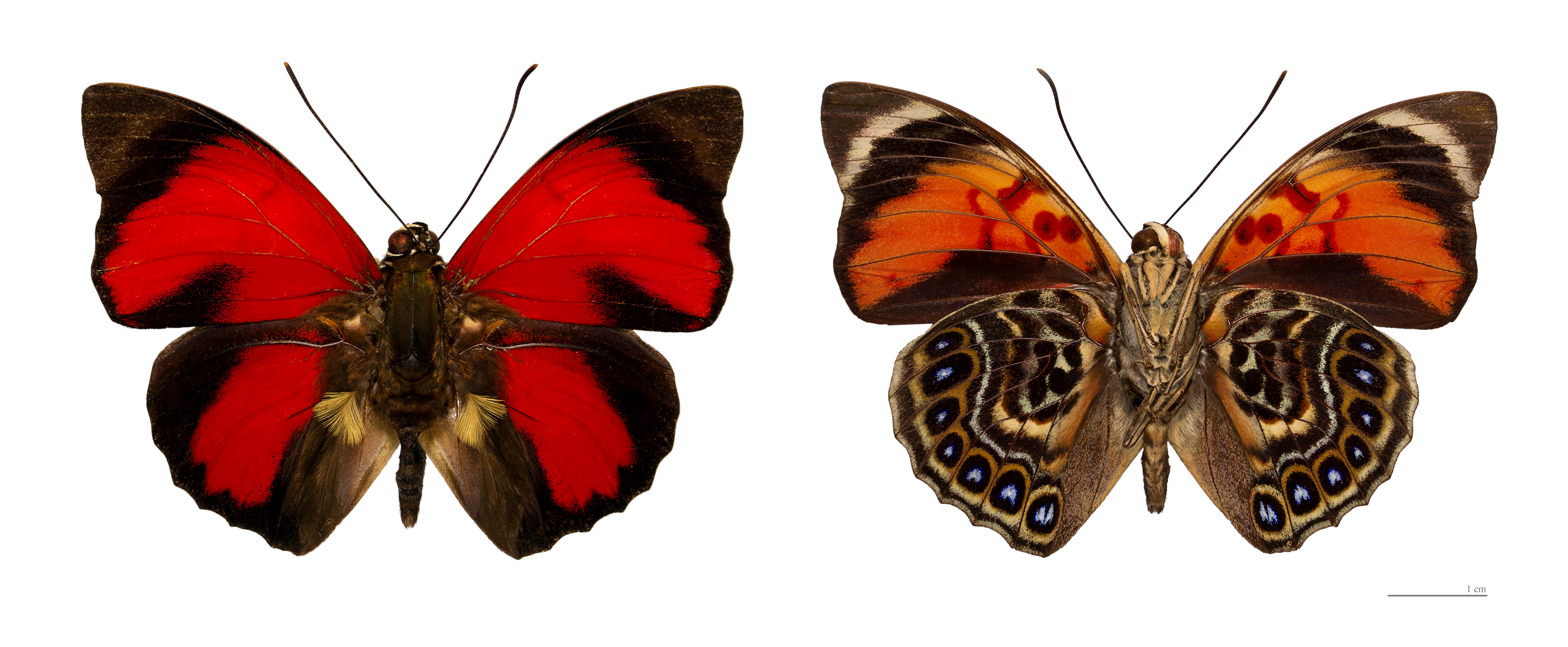
Agrias claudina (Godart, 1824) Espèce type
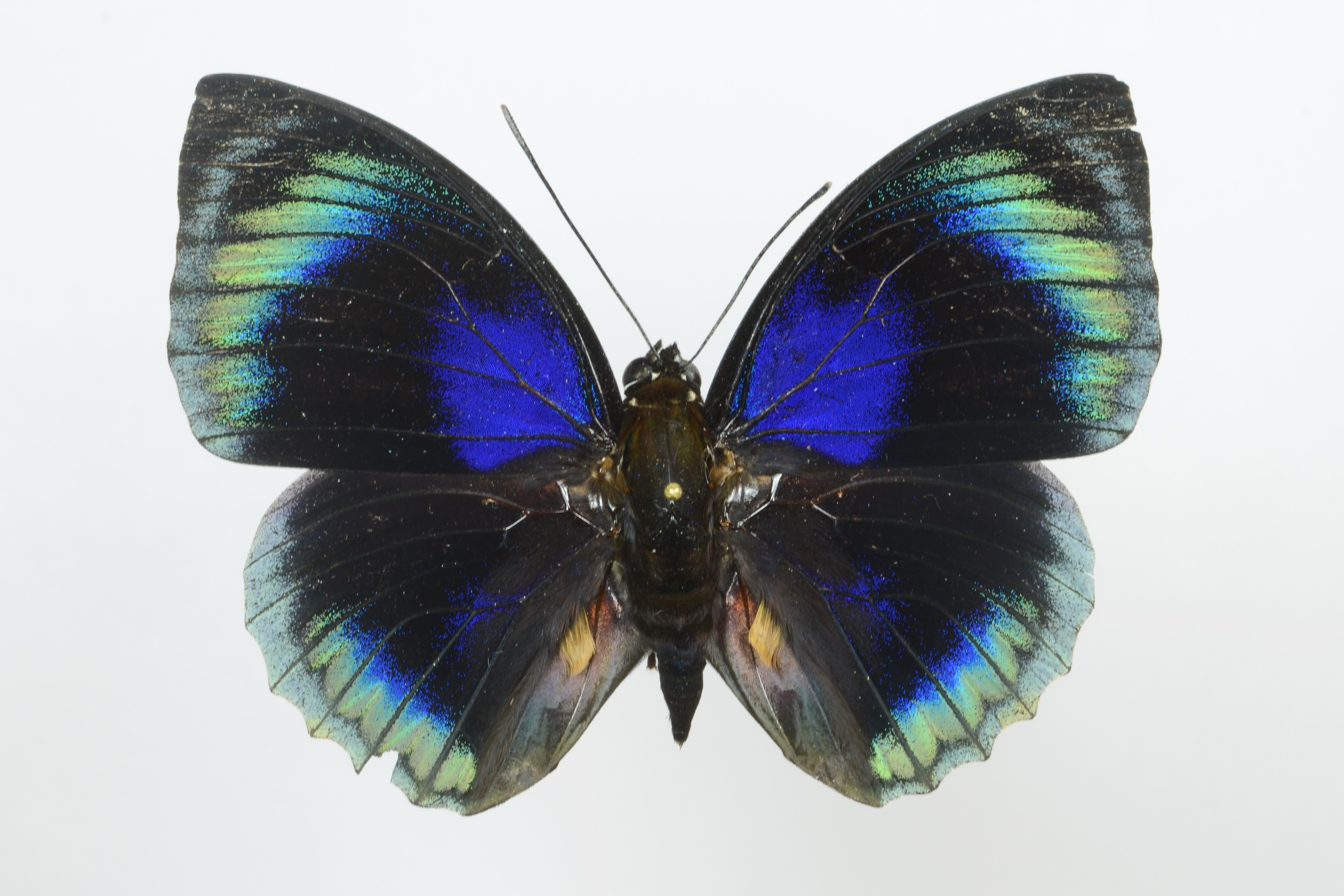
Agrias hewitsonius
Agrias narcissus

- Agrias aedon
- Agrias amydon
- Agrias claudina - MHNT
- Agrias hewitsonius
- Agrias narcissus - MHNT

### SelonNCBI(12 avr. 2011)[3]
- Agrias aedon
  - sous-espèce Agrias aedon rodriguezi
- Agrias amydon
  - sous-espèce Agrias amydon lacandona
  - sous-espèce Agrias amydon oaxacata
- Agrias hewitsonius
- Agrias sp. philatelicaDHJ01
- Agrias sp. philatelicaDHJ02

### SelonAgriasPhilippe Floquet 2008
- Agrias phalcidon
- Agrias pericles
- Agrias beatifica
- Agrias salhkei
- Agrias aedon
- Agrias amydon
- Agrias claudina
- Agrias hewitsonius
- Agrias narcissus

## Répartition
Ils résident tous en Amérique du Sud.